# هالي بيلي (ممثلة أمريكية)
هالي بيلي (بالإنجليزية: Halle Bailey)‏ هي مغنية وممثلة أمريكية، ولدت في 27 مارس 2000 في أتلانتا في الولايات المتحدة.

## أعمال

### أفلام
- حورية البحر